# Arnarbæli
Arnarbæli är en bergstopp i republiken Island. Den ligger i regionen Norðurland vestra, i den centrala delen av landet. 